# 974년

## 연호
- 북송(北宋) 개보(開寶) 7년
- 요(遼) 보녕(保寧) 6년
- 일본(日本) 덴엔(天延) 2년
- 북한(北漢) 광운(廣運) 원년
- 딘 왕조(丁朝) 타이빈(太平) 5년

## 기년
- 북송(北宋) 태조(太祖) 15년
- 요(遼) 경종(景宗) 6년
- 고려(高麗) 광종(光宗) 25년
- 딘 왕조(丁朝) 선제(先帝) 7년

## 탄생
- 고려시대의 장수 강조

## 사망
- 교황 베네딕토 6세
- 고려의 승려 혜거국사